# Kurt Thomas (Komponist)

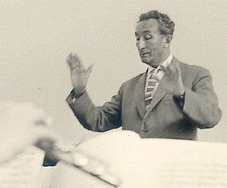
Kurt Thomas bei Proben zur Bachwoche Ulm, 1961

Kurt Thomas (* 25. Mai 1904 in Tönning; † 31. März 1973 in Bad Oeynhausen; vollständiger Name Georg Hugo Kurt Thomas) war ein deutscher Komponist, Musikpädagoge und Chorleiter.

## Leben

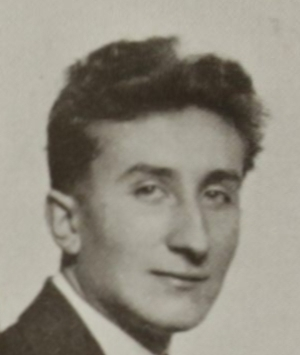
Aufnahme um 1926

Ab 1910 lebte die Familie in Lennep im Bergischen Land. Dort besuchte Kurt Thomas von 1913 bis 1922 das Röntgen-Gymnasium. Anschließend, am 21. April 1922, wurde er für die Fächer Rechtswissenschaften und Musik an der Universität Leipzig immatrikuliert. Er beendete sein Studium 1925 und arbeitete als Dozent für Musiktheorie am Landeskonservatorium der Musik zu Leipzig. 1927 erhielt er für sein Opus 1 „Messe in a-Moll“ den Beethovenpreis der Preußischen Akademie der Künste. 1928 wurde er durch Vermittlung Karl Straubes zum Kompositionslehrer und Leiter der Kantorei des Kirchenmusikalischen Instituts Leipzig berufen. Später reiste er mit dem in „Kurt-Thomas-Kantorei“ umbenannten Madrigalchor durch Deutschland. Von 1934 bis 1939 wirkte Thomas als Professor für Chorleitung an der Akademischen Hochschule für Musik in Berlin.

Signatur von Kurt Thomas (mit der Note „As“ am Ende)

Seine Nähe zum nationalsozialistischen System geht unter anderem aus einer Beschwerde vom 6. November 1935 bei der Reichsmusikkammer hervor, worin er betonte, dass er, obwohl im Sinne der Nürnberger Gesetze „Vollarier“, in Brückners Musikalischem Juden-ABC stand, während „100prozentige Vertreter jüdischer Unkultur, wie z. B. Kurt Weill fehlten“. 1936 komponierte er im Rahmen eines Musikwettbewerbs der Reichsmusikkammer anlässlich der Olympischen Spiele eine Olympische Kantate, die von Goebbels mit einer Silbermedaille ausgezeichnet wurde. 1940 trat Kurt Thomas der NSDAP bei (Mitgliedsnummer 7.463.935).
Von 1939 bis 1945 war Kurt Thomas Direktor des Musischen Gymnasiums in Frankfurt am Main. Zu seinen Schülern zählten die Chorleiter Heinz Hennig, Clytus Gottwald und Hans-Joachim Rotzsch, der Dirigent Wolfgang Trommer, der Dirigierpädagoge Otto-Werner Mueller, die Komponisten Carlos Veerhoff, Alfred Koerppen, Wolfgang Pasquay, Gerhard Schmidt-Gaden, Wolfgang Schoor, Siegfried Strohbach, der Pianist Günter Ludwig, der Jazzmusiker Paul Kuhn, der Organist Michael Schneider, die Cellisten Klaus Storck und Hans Erik Deckert, der Sänger Helmut Kretschmar sowie der Schauspieler Hans Clarin.
Von 1947 bis 1955 war Thomas Professor an der damaligen Nordwestdeutschen Musikakademie, der heutigen Hochschule für Musik Detmold. Dort haben bei ihm unter anderen die Komponisten Manfred Kluge, Diether de la Motte und Gerd Zacher sowie die Kirchenmusiker Alexander Wagner und Hermann Kreutz Dirigieren und Chorleitung studiert. Daneben blieb Kurt Thomas aber von 1945 bis 1957 weiterhin Kantor an der Dreikönigskirche in Frankfurt am Main.
Im Jahre 1956 wurde Kurt Thomas als Nachfolger von Günther Ramin zum Thomaskantor an die Thomaskirche nach Leipzig berufen. Er trat die Stelle am 1. April 1957 an. Hier führte er als Neuerung die Aufstellung des Chores hinter dem Orchester ein. Nach vier Jahren beendete er diese Tätigkeit, als dem Chor aus undurchsichtigen, aber politisch motivierten Gründen eine für den Dezember 1960 geplante Konzertreise nach Westdeutschland untersagt wurde. Thomas kehrte im November desselben Jahres von einer Reise nach Westdeutschland nicht mehr in die DDR zurück, nachdem seine bereits vor seinem Amtsantritt erklärten Bedingungen für die Ausübung des Thomaskantorats von Seiten der Regierung der DDR weiterhin nicht erfüllt worden waren. Einen Vertrag hatte er bis dato von der Regierung der DDR nicht erhalten. Er leitete in Köln von 1961 bis 1968 die Chorkonzerte des Bach-Vereins Köln. Daneben übernahm er 1961 die Leitung der anstelle der Kantorei der Dreikönigskirche neu gegründeten Frankfurter Kantorei. 1969 erfolgte der Rücktritt als Dirigent dieses Chores.
Seit 1965 wirkte er auch als Professor in Lübeck.
Als Komponist wurde Kurt Thomas vor allem mit Chorwerken bekannt (Messe in a-Moll, 1924; Markuspassion, 1927). Sein kompositorisches Schaffen gilt in seiner Rückbesinnung auf das Erbe abendländischer Geschichte in Verbindung mit der Tonsprache der Spätromantik als wegbereitend für die evangelische Kirchenmusik des 20. Jahrhunderts. Er nahm an dem Kompositionswettbewerb zu den Olympischen Spielen 1936 in Berlin teil. In der Gruppe „Kompositionen für Solo- oder Chorgesang mit oder ohne Klavier- oder Instrumentalbegleitung“ errang Thomas mit der „Kantate zur Olympiade 1936“ op. 28, die silberne Medaille.  Der Text zu der Kantate stammte von dem Nürnberger Karl Bröger.
Kurt Thomas ist der Verfasser eines dreibändigen Lehrbuchs der Chorleitung, das mehrfach aufgelegt wurde, seit 1991 allerdings in ergänzter und revidierter Form.
Umstritten ist Thomas’ Rolle während der Zeit des Nationalsozialismus wegen seiner Position als Direktor des Musischen Gymnasiums  in Frankfurt am Main (1939–1945), das als Eliteschule und Vorzeigeprojekt der Nazis galt. Aus diesem Grund wurden 2004 die Benennung eines Probensaals im neuen Haus der Chöre in Frankfurt sowie die Anbringung einer Gedenkplakette an der Frankfurter Dreikönigskirche zunächst verhindert. Die Rolle von Kurt Thomas während der Zeit des Nationalsozialismus ist derzeit nicht abschließend geklärt. Am 8. Mai 2006 wurde vorübergehend auf Beschluss des Kirchenvorstandes der Dreikönigsgemeinde dann doch eine Informationstafel (lila) an der Dreikönigskirche angebracht, die auch auf das Wirken von Kurt Thomas an der Kirche hinwies.
Thomas wurde auf dem Friedhof von Berlebeck bei Detmold beigesetzt.
Sein Sohn ist der Cellist und Komponist Werner Thomas-Mifune (1941–2016).

## Werke
- Messe in a-Moll, op. 1 (1924); UA: Motette am 27. Februar 1925 in der Thomaskirche, Thomanerchor[6]
- Violinsonate in e-Moll, op. 2
- Markuspassion (1927)
- Psalm 137 (An den Wassern zu Babel saßen wir) für 2 vierstimmige Chöre a cappella (1928)
- Weihnachtsoratorium op. 17 (1930/31); UA: 4. Dezember 1931, Staats- und Domchor Berlin
- Orgelvariationen op. 19 über das Volkslied „Es ist ein Schnitter, heißt der Tod“ (1932)
- Kantate zur Olympiade op. 28 (1936)
- Festliche Musik für Orgel, op. 35
- Saat und Ernte, op. 36 Oratorium
- Eichendorff-Kantate, op. 37 (1938)
- Mehrere Motetten, darunter:
  - Fürwahr, er trug unsre Krankheit
  - Gott wird abwischen alle Tränen
  - Jauchzet Gott alle Lande
  - Herr, sei mir gnädig
  - Herr, ich habe lieb die Stätte deines Hauses
  - Von der ewigen Liebe op. 21
- Drei Abendlieder für Mezzosopran und Klavier nach Worten von Wolfram Brockmeier (1943)

## Dokumente
Briefe von Kurt Thomas befinden sich im Bestand des Leipziger Musikverlages C. F. Peters im Staatsarchiv Leipzig.